# Línea 3 (TUP)
La  es una línea de autobús urbano que es operada por TUP de la ciudad de Ponferrada.
Tiene un recorrido diametral, comunicando el barrio de San Antonio, en la zona alta de la ciudad con Columbrianos, situado al norte de Ponferrada, pasando por el centro de la ciudad y el barrio de Compostilla. La línea prolonga algunos servicios desde el barrio de San Antonio hasta la pedanía de Campo para hacer posible la comunicación de ésta con Ponferrada.
Esta línea tiene la particularidad de que para acceder a la zona alta, en vez de seguir el recorrido del resto de líneas a excepción del Circular que suben por la calle General Vives, ésta utiliza la avenida de América y la avenida del Bierzo, atravesando el barrio de los Judíos y el de la Universidad.
No todos los servicios continúan hasta Campo, algunos finalizan en el barrio de San Antonio, en la parada de la avenida del Castillo - Colegio.

## Paradas
Sentido Barrio de San Antonio/Campo
| Paradas                                      | Correspondencias |
| -------------------------------------------- | ---------------- |
| Paseo de las Eras, 59                        |                  |
| Paseo de las Eras (colegio)                  |                  |
| Real, 49                                     |                  |
| Real, 9                                      |                  |
| Avda. de Asturias, 167                       |                  |
| Avda. de Asturias, 135                       |                  |
| Avda. del Canal (Cruce Avda. Asturias)       |                  |
| Avda. del Canal, 29                          |                  |
| Avda. del Canal, 77                          |                  |
| Avda. de la Libertad, 45                     |                  |
| Avda. de la Libertad (centro de salud)       |                  |
| Avda. de la Libertad (estación de autobuses) |                  |
| Avda. de la Libertad, 9                      |                  |
| C.Camino de Santiago, 33                     | L1               |
| C.Camino de Santiago (plaza Lazúrtegui)      | L1               |
| Avda. La Puebla, 25                          | L1               |
| General Vives (Correos)                      | L1               |
| Avda. de América, 12                         |                  |
| Avda. de América, 46                         |                  |
| Avda. de América, 88                         |                  |
| Avda. del Bierzo (centro de salud)           |                  |
| Avda. del Bierzo (parque Plantío)            |                  |
| C.San Fructuoso (iglesia)                    |                  |
| Avda. del Castillo (colegio)                 |                  |
| Avda. Molinaseca, 24                         |                  |
| Crta. de Molina (polígono industrial)        |                  |
| Crta. de Molina (Cruce Campo)                |                  |
| Crta. de Molina (urbanización Patricia)      |                  |
| Camino de los mesones, 24 (Campo)            |                  |

- Datos: Q5547659